# WTCR 2022
Il WTCR 2022 è la quinta edizione della coppa del mondo turismo. È iniziata il 7 maggio a Pau ed è terminata il 27 novembre a Gedda, dopo diciotto gare suddivise in nove tappe. La serie utilizza vetture turismo con specifiche TCR, equipaggiate con pneumatici Goodyear. Mikel Azcona, su Hyundai Elantra N TCR, si è aggiudicato il titolo piloti, mentre la sua scuderia, il BRC Racing Team, si è aggiudicata il titolo scuderie. Robert Huff, su CUPRA Leon Competición TCR, si è invece aggiudicato il Trofeo WTCR riservato ai piloti non ufficiali.

## Scuderie e piloti
| Scuderia                        | Vettura                    | #   | Pilota            | Gare   |
| ------------------------------- | -------------------------- | --- | ----------------- | ------ |
| BRC Hyundai N Squadra Corse     | Hyundai Elantra N TCR      | 5   | Norbert Michelisz | 1-9    |
| BRC Hyundai N Squadra Corse     | Hyundai Elantra N TCR      | 96  | Mikel Azcona      | 1-9    |
| BRC Hyundai N Racing Team       | Hyundai Elantra N TCR      | 88  | Nicky Catsburg    | 8-9    |
| Liqui Moly Team Engstler        | Honda Civic Type R TCR     | 9   | Attila Tassi      | 1-9    |
| Liqui Moly Team Engstler        | Honda Civic Type R TCR     | 18  | Tiago Monteiro    | 1-9    |
| Cyan Performance Lynk & Co      | Lynk & Co 03 TCR           | 11  | Thed Björk        | 1-6    |
| Cyan Performance Lynk & Co      | Lynk & Co 03 TCR           | 12  | Santiago Urrutia  | 1-6    |
| Cyan Performance Lynk & Co      | Lynk & Co 03 TCR           | 55  | Ma Qinghua        | 1-6    |
| Cyan Racing Lynk & Co           | Lynk & Co 03 TCR           | 68  | Yann Ehrlacher    | 1-6    |
| Cyan Racing Lynk & Co           | Lynk & Co 03 TCR           | 100 | Yvan Muller       | 1-6    |
| Comtoyou Team Audi Sport        | Audi RS3 LMS TCR II        | 16  | Gilles Magnus     | 1-9    |
| Comtoyou Team Audi Sport        | Audi RS3 LMS TCR II        | 25  | Mehdi Bennani     | 1-8    |
| Comtoyou Team Audi Sport        | Audi RS3 LMS TCR II        | 64  | Éric Cayrolle     | 1      |
| Comtoyou Team Audi Sport        | Audi RS3 LMS TCR II        | 72  | Franco Girolami   | 9      |
| Comtoyou DHL Team Audi Sport    | Audi RS3 LMS TCR II        | 17  | Nathanaël Berthon | 1-9    |
| Comtoyou DHL Team Audi Sport    | Audi RS3 LMS TCR II        | 32  | Tom Coronel       | 1-9    |
| Comtoyou Racing                 | Audi RS3 LMS TCR II        | 24  | Ahmed bin Khanen  | 9      |
| Comtoyou Racing                 | Audi RS3 LMS TCR II        | 72  | Franco Girolami   | 8      |
| Comtoyou Racing                 | Audi RS3 LMS TCR II        | 110 | Viktor Davidovsky | 8-9    |
| ALL-INKL.COM Münnich Motorsport | Honda Civic Type R TCR     | 29  | Néstor Girolami   | 1-9    |
| ALL-INKL.COM Münnich Motorsport | Honda Civic Type R TCR     | 86  | Esteban Guerrieri | 1-9    |
| Zengő Motorsport                | CUPRA Leon Competición TCR | 66  | Bence Boldizs     | 8      |
| Zengő Motorsport                | CUPRA Leon Competición TCR | 79  | Robert Huff       | 1-7, 9 |
| Zengő Motorsport                | CUPRA Leon Competición TCR | 99  | Dániel Nagy       | 1-9    |

## Calendario
| Gara | Gara | Nome gara                 | Circuito                            | Data        | Supporto                                         |
| ---- | ---- | ------------------------- | ----------------------------------- | ----------- | ------------------------------------------------ |
| 1    | G1   | Gara di Francia           | Circuito di Pau                     | 8 maggio    | Gran Premio di Pau ETCR – eTouring Car World Cup |
| 1    | G2   | Gara di Francia           | Circuito di Pau                     | 8 maggio    | Gran Premio di Pau ETCR – eTouring Car World Cup |
| 2    | G3   | Gara di Germania          | Nürburgring Nordschleife            | 28 maggio   | 24 Ore del Nürburgring                           |
| 2    | G4   | Gara di Germania          | Nürburgring Nordschleife            | 28 maggio   | 24 Ore del Nürburgring                           |
| 3    | G5   | Gara d'Ungheria           | Hungaroring                         | 12 giugno   | ETCR – eTouring Car World Cup                    |
| 3    | G6   | Gara d'Ungheria           | Hungaroring                         | 12 giugno   | ETCR – eTouring Car World Cup                    |
| 4    | G7   | Gara di Spagna            | Ciudad del Motor de Aragón          | 26 giugno   |                                                  |
| 4    | G8   | Gara di Spagna            | Ciudad del Motor de Aragón          | 26 giugno   |                                                  |
| 5    | G9   | Gara del Portogallo       | Circuito Internacional de Vila Real | 3 luglio    |                                                  |
| 5    | G10  | Gara del Portogallo       | Circuito Internacional de Vila Real | 3 luglio    |                                                  |
| 6    | G11  | Gara d'Italia             | Autodromo di Vallelunga             | 24 luglio   | ETCR – eTouring Car World Cup                    |
| 6    | G12  | Gara d'Italia             | Autodromo di Vallelunga             | 24 luglio   | ETCR – eTouring Car World Cup                    |
| 7    | G13  | Gara d'Alsazia Grande Est | Anneau du Rhin                      | 7 agosto    |                                                  |
| 7    | G14  | Gara d'Alsazia Grande Est | Anneau du Rhin                      | 7 agosto    |                                                  |
| 8    | G15  | Gara del Bahrein          | Bahrain International Circuit       | 12 novembre | Campionato del mondo endurance                   |
| 8    | G16  | Gara del Bahrein          | Bahrain International Circuit       | 12 novembre | Campionato del mondo endurance                   |
| 9    | G17  | Gara d'Arabia Saudita     | Jeddah Corniche Circuit             | 27 novembre |                                                  |
| 9    | G18  | Gara d'Arabia Saudita     | Jeddah Corniche Circuit             | 27 novembre |                                                  |

## Risultati

### Gare
| Gara | Circuito           | Pole position     | Giro veloce       | Pilota vincitore  | Scuderia vincitrice             | Vincitore trofeo WTCR |
| ---- | ------------------ | ----------------- | ----------------- | ----------------- | ------------------------------- | --------------------- |
| 1    | Francia            | Néstor Girolami   | Robert Huff       | Néstor Girolami   | ALL-INKL.COM Münnich Motorsport | Mehdi Bennani         |
| 2    | Francia            |                   | Mikel Azcona      | Mikel Azcona      | BRC Hyundai N Squadra Corse     | Robert Huff           |
| 3    | Germania           | Mehdi Bennani     | Gara cancellata   | Gara cancellata   | Gara cancellata                 | Gara cancellata       |
| 4    | Germania           |                   | Gara cancellata   | Gara cancellata   | Gara cancellata                 | Gara cancellata       |
| 5    | Ungheria           | Mikel Azcona      | Mikel Azcona      | Mikel Azcona      | BRC Hyundai N Squadra Corse     | Robert Huff           |
| 6    | Ungheria           |                   | Robert Huff       | Santiago Urrutia  | Cyan Performance Lynk & Co      | Robert Huff           |
| 7    | Spagna             | Gilles Magnus     | Gilles Magnus     | Gilles Magnus     | Comtoyou Team Audi Sport        | Robert Huff           |
| 8    | Spagna             |                   | Robert Huff       | Mikel Azcona      | BRC Hyundai N Squadra Corse     | Robert Huff           |
| 9    | Portogallo         | Santiago Urrutia  | Santiago Urrutia  | Santiago Urrutia  | Cyan Performance Lynk & Co      | Robert Huff           |
| 10   | Portogallo         |                   | Robert Huff       | Robert Huff       | Zengő Motorsport                | Robert Huff           |
| 11   | Italia             | Néstor Girolami   | Nathanaël Berthon | Néstor Girolami   | ALL-INKL.COM Münnich Motorsport | Tom Coronel           |
| 12   | Italia             |                   | Gilles Magnus     | Gilles Magnus     | Comtoyou Team Audi Sport        | Robert Huff           |
| 13   | Alsazia Grande Est | Néstor Girolami   | Esteban Guerrieri | Nathanaël Berthon | Audi Sport Team Comtoyou DHL    | Robert Huff           |
| 14   | Alsazia Grande Est |                   | Mikel Azcona      | Robert Huff       | Zengő Motorsport                | Robert Huff           |
| 15   | Bahrein            | Mikel Azcona      | Norbert Michelisz | Mikel Azcona      | BRC Hyundai N Squadra Corse     | Tom Coronel           |
| 16   | Bahrein            |                   | Norbert Michelisz | Norbert Michelisz | BRC Hyundai N Squadra Corse     | Tom Coronel           |
| 17   | Arabia Saudita     | Nathanaël Berthon | Nathanaël Berthon | Nathanaël Berthon | Comtoyou Team Audi Sport        | Tom Coronel           |
| 18   | Arabia Saudita     |                   | Gilles Magnus     | Gilles Magnus     | Comtoyou Team Audi Sport        | Robert Huff           |

## Classifiche
Sistema di punteggio
| Posizione  | 1° | 2° | 3° | 4° | 5° | 6°   | 7°   | 8°   | 9°   | 10°  | 11°  | 12°  | 13°  | 14°  | 15°  |
| Qualifiche | 10 | 8  | 6  | 4  | 2  | N.D. | N.D. | N.D. | N.D. | N.D. | N.D. | N.D. | N.D. | N.D. | N.D. |
| Gara 1     | 30 | 23 | 19 | 16 | 14 | 12   | 10   | 8    | 7    | 6    | 5    | 4    | 3    | 2    | 1    |
| Gara 2     | 25 | 20 | 16 | 13 | 11 | 10   | 9    | 8    | 7    | 6    | 5    | 4    | 3    | 2    | 1    |

Sistema di punteggio per il Trofeo WTCR
| Posizione | 1° | 2°   | 3°   | 4°   | 5°   | FL   |
| Qualifica | 1  | N.D. | N.D. | N.D. | N.D. | N.D. |
| Gara      | 10 | 8    | 5    | 3    | 1    | 1    |

### Classifica piloti
| Pos.                      | Pilota            | FRA | FRA | GER | GER | UNG | UNG | SPA | SPA | POR | POR | ITA | ITA | ANN | ANN | BHR | BHR | SAU | SAU | Punti |
| ------------------------- | ----------------- | --- | --- | --- | --- | --- | --- | --- | --- | --- | --- | --- | --- | --- | --- | --- | --- | --- | --- | ----- |
| 1                         | Mikel Azcona      | 6   | 1   | C   | C   | 1   | 8   | 3   | 1   | 8   | 3   | 2   | 3   | 3   | 3   | 1   | 4   | 6   | 3   | 337   |
| 2                         | Néstor Girolami   | 1   | 7   | C   | C   | 7   | 3   | 12  | 12  | 3   | 9   | 1   | 5   | 2   | 7   | 4   | 9   | 10  | 8   | 254   |
| 3                         | Nathanaël Berthon | 16  | 4   | C   | C   | 3   | 12  | 4   | 8   | 10  | Rit | 9   | 2   | 1   | 8   | 3   | 5   | 1   | Rit | 240   |
| 4                         | Norbert Michelisz | 9   | Rit | C   | C   | 12  | 4   | 6   | Rit | 4   | 5   | 4   | 4   | 4   | 4   | 2   | 1   | 2   | 4   | 222   |
| 5                         | Gilles Magnus     | 8   | Rit | C   | C   | 4   | 7   | 1   | 14  | Rit | 13  | 3   | 1   | 7   | 5   | Rit | Rit | 5   | 1   | 210   |
| 6                         | Robert Huff       | 12  | 8   | C   | C   | 6   | 2   | 2   | 2   | 6   | 1   | 8   | 6   | 5   | 1   |     |     | 9   | 5   | 210   |
| 7                         | Esteban Guerrieri | 2   | 5   | C   | C   | 9   | 10  | 11  | 11  | Rit | Rit | 7   | 10  | 10  | 10  | 8   | 2   | 11  | 11  | 149   |
| 8                         | Santiago Urrutia  | 7   | 2   | C   | C   | 8   | 1   | 8   | 3   | 1   | 10  | NP  | NP  |     |     |     |     |     |     | 137   |
| 9                         | Yann Ehrlacher    | 4   | 15  | C   | C   | 2   | 6   | 5   | 5   | 2   | 8   | NP  | NP  |     |     |     |     |     |     | 133   |
| 10                        | Tom Coronel       | 11  | 12  | C   | C   | 15  | 13  | Rit | Rit | 13  | 12  | 6   | 7   | 6   | 11  | 6   | 6   | 3   | 6   | 115   |
| 11                        | Mehdi Bennani     | 10  | Rit | C   | C   | 13  | Rit | 10  | 9   | 7   | 6   | 10  | 9   | 11  | 2   | 7   | 8   |     |     | 112   |
| 12                        | Ma Qinghua        | 5   | 3   | C   | C   | 5   | 5   | 13  | 6   | 5   | 7   | NP  | NP  |     |     |     |     |     |     | 97    |
| 13                        | Attila Tassi      | 17  | 13  | C   | C   | 14  | 14  | Rit | 13  | 9   | 2   | 5   | 8   | Rit | 9   | 9   | Rit | 14  | Rit | 83    |
| 14                        | Yvan Muller       | 3   | 6   | C   | C   | 10  | 9   | 7   | 7   | 14  | 4   | NP  | NP  |     |     |     |     |     |     | 78    |
| 15                        | Tiago Monteiro    | 15  | 10  | C   | C   | 16  | 15  | 14  | 15  | 11  | Rit | 11  | 11  | 9   | 6   | 12  | 12  | 13  | 9   | 70    |
| 16                        | Dániel Nagy       | 13  | 11  | C   | C   | 17  | Rit | Rit | 4   | 12  | Rit |     |     | 8   | 12  | 11  | 10  | Rit | 7   | 62    |
| 17                        | Thed Björk        | Rit | 9   | C   | C   | 11  | 11  | 9   | 10  | Rit | 11  | NP  | NP  |     |     |     |     |     |     | 35    |
| 18                        | Franco Girolami   |     |     |     |     |     |     |     |     |     |     |     |     |     |     |     |     | 4   | Rit | 16    |
| 19                        | Bence Boldizs     |     |     |     |     |     |     |     |     |     |     |     |     |     |     | 13  | 11  |     |     | 12    |
| Piloti non classificabili |                   |     |     |     |     |     |     |     |     |     |     |     |     |     |     |     |     |     |     |       |
|                           | Viktor Davidovsky |     |     |     |     |     |     |     |     |     |     |     |     |     |     | 10  | 13  | 8   | 2   | 0     |
|                           | Nicky Catsburg    |     |     |     |     |     |     |     |     |     |     |     |     |     |     | 5   | 3   | 7   | Rit | 0     |
|                           | Franco Girolami   |     |     |     |     |     |     |     |     |     |     |     |     |     |     | 14  | 7   |     |     | 0     |
|                           | Ahmed bin Khanen  |     |     |     |     |     |     |     |     |     |     |     |     |     |     |     |     | 12  | 10  | 0     |
|                           | Éric Cayrolle     | 14  | 14  |     |     |     |     |     |     |     |     |     |     |     |     |     |     |     |     | 0     |
| Pos.                      | Pilota            | FRA | FRA | GER | GER | UNG | UNG | SPA | SPA | POR | POR | ITA | ITA | ANN | ANN | BHR | BHR | SAU | SAU | Punti |